# HD 223229
HD 223229，又名BD+46 4169，SAO 53374、HR 9011，是一颗恒星，视星等为6.07，位于銀經111.71，銀緯-14.64，其B1900.0坐标为赤經23h 42m 34.8s，赤緯+46° -14.64′ 38″。